# Icterus
Icterus là một chi chim trong họ Icteridae.